# James Barbour
James Barbour (Barboursville, 10 giugno 1775 – Barboursville, 7 giugno 1842) è stato un politico statunitense.

## Biografia
Fu il diciottesimo governatore della Virginia. Nato nella Contea di Orange nello Stato della Virginia, figlio del politico Thomas Barbour.
La madre era Pendleton Thomas, i genitori possedevano un'ampia proprietà terriera di oltre 2.000 ettari (8 km²), fortuna che andò velocemente dissipata. Il 29 ottobre 1792, Barbour sposò Lucy Johnson, la figlia di Benjamin Johnson.
Fra le altre cariche ricoperte quella dell'11° segretario alla Guerra degli Stati Uniti dal 7 marzo 1825 al 23 maggio 1828.